# Erik Fish
Erik Fish, né le 19 mai 1952 à Medicine Hat, est un nageur canadien.

## Carrière
Erik Fish participe aux Jeux olympiques d'été de 1972 à Munich et remporte la médaille de bronze dans l'épreuve du 4 × 100 m 4 nages avec William Mahony, Bruce Robertson et Robert Kasting.